# Botanischer Garten Wilhelmshaven

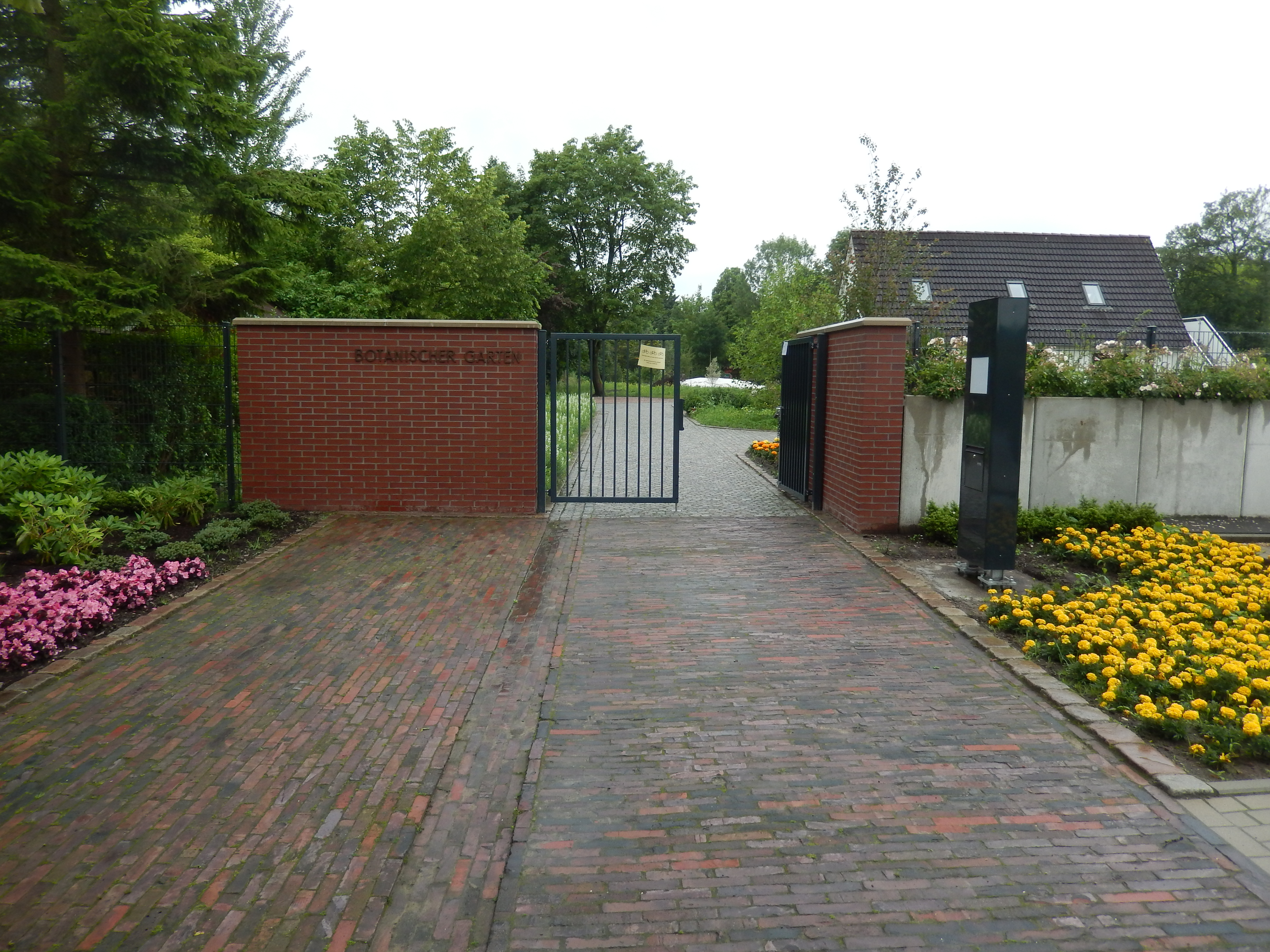
Eingang des neuen Botanischen Gartens

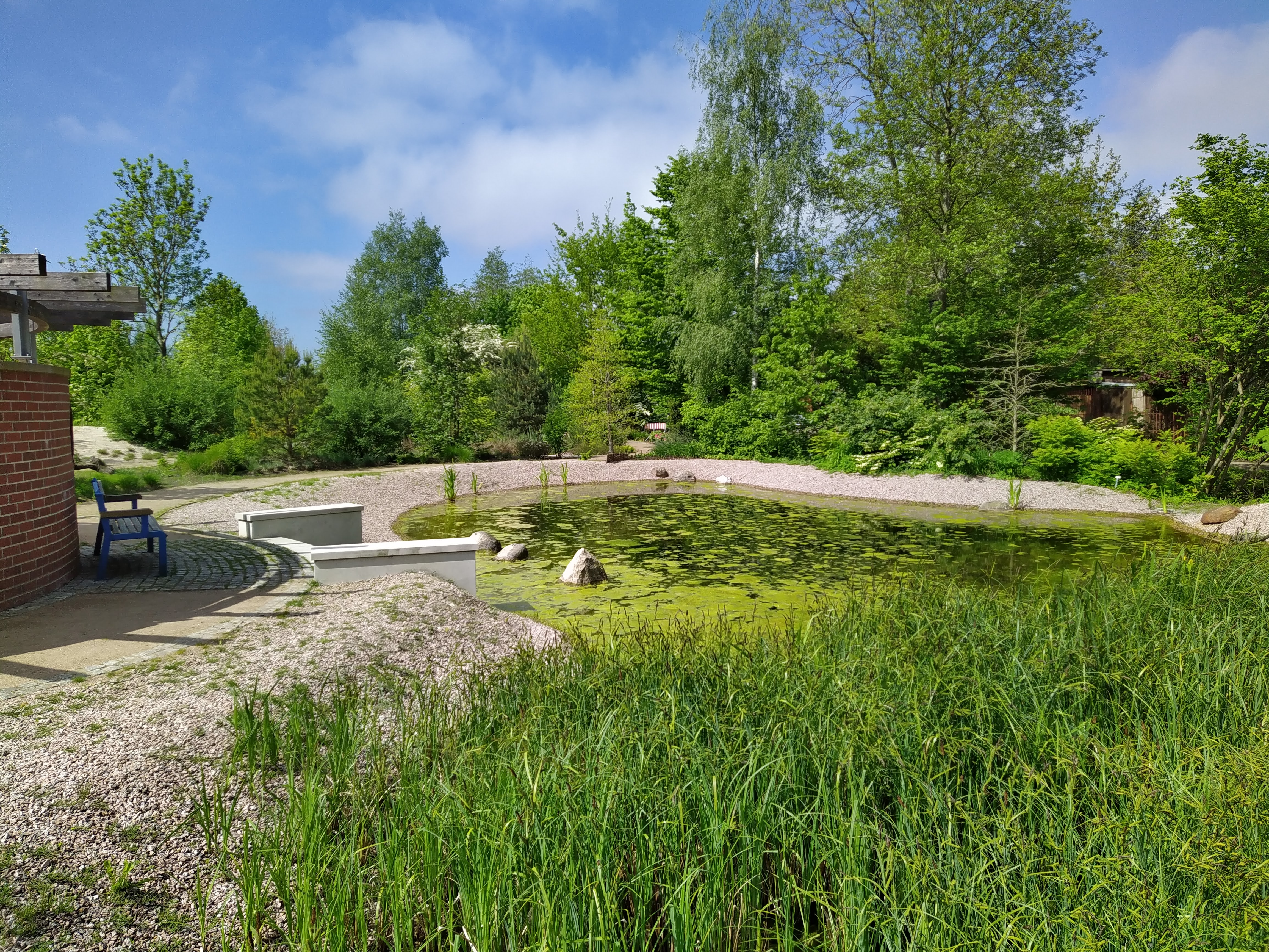
Teich

Der Botanische Garten Wilhelmshaven in der niedersächsischen Stadt Wilhelmshaven ist der kleinste Botanische Garten Deutschlands. Der zuvor in der Gökerstraße beheimatete Garten wurde am 9. Juni 2017 am neuen Standort Neuengrodener Weg 26 wieder eröffnet.

## Geschichte

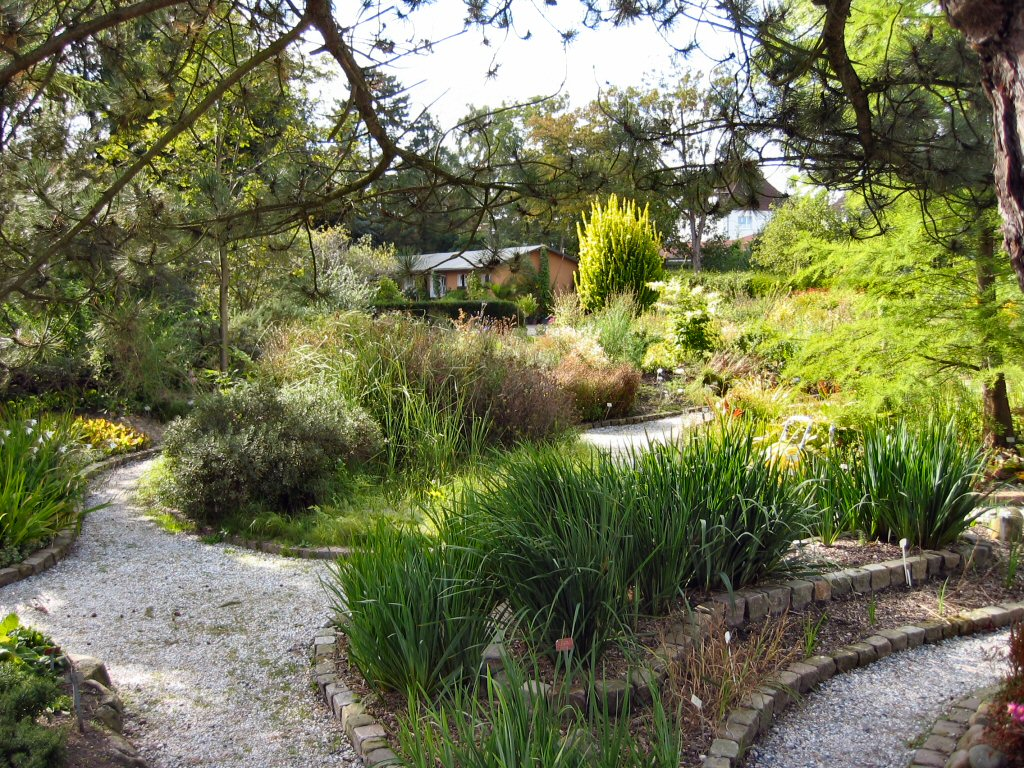
Ehemaliger Botanischer Garten in der Gökerstraße

Der alte Garten an der Gökerstraße entstand auf Initiative des Schulrektors Georg Harms auf dem Gelände der ehemaligen Grodenschule, die im Zweiten Weltkrieg zerstört wurde. Auf Grundlage seiner Vorschläge genehmigte der Rat der Stadt 1947 einen Schulgarten im Wilhelmshavener Stadtteil Heppens (Lage), der später zum Botanischen Garten umgestaltet wurde.
Der Garten war mit einer Fläche von 8500 m² der kleinste Botanische Garten Deutschlands. Im Pflanzensoziologischen Garten wurden die wichtigsten Pflanzengesellschaften des nordwestdeutschen Raumes vorgestellt. Er umfasste 2500 meist heimische Pflanzenarten. 1972 erhielt der Garten ein 230 m² großes Tropenhaus mit der Unterteilung temperiertes Haus und Warmhaus. Hier wurde eine Auswahl an Pflanzen aus den wärmeren Regionen der Erde (Mittelmeerraum, Tropen und Subtropen) gezeigt. 1980 entstand ein Kalthaus mit Seerosenbecken und Sukkulentensammlung. Im August 2014 musste das Tropenhaus wegen Baufälligkeit abgerissen werden. Im Jahr 2015 wurde der Standort an der Gökerstraße aufgegeben.
Der neue Standort im Stadtpark an der Neuengrodener Weg 26 wurde am 9. Juni 2017 eröffnet. Er besitzt 6000 m² Fläche und ist ganzjährig geöffnet. Dem botanischen Garten benachbart sind das Rosarium Wilhelmshaven und der Stadtpark.

## Leiter
- Georg Harms (1947–1975)
- Werner Kleine (1975–1977)
- Werner Ulrich (1977–1991)
- Sigrid Heider (seit 1991)[4]